# Leopardo-persa
O leopardo-persa (nome científico: Panthera pardus tulliana) também conhecido como leopardo-iraniano, leopardo-da-pérsia, e leopardo-caucasiano, é uma das subespécies de leopardo e a maior de todas. É nativo da Ásia ocidental. É listado como Em perigo na Lista Vermelha da (UICN), com uma população estimada em 870-1.290 indivíduos maduros e está em declínio.
Uma análise filogenética sugere que o leopardo persa pertence matrilinealmente a um grupo monofilético que se divergiu de um grupo de leopardos asiáticos na segunda metade do Pleistoceno. Em novembro de 2013, um leopardo foi morto na Turquia, este espécime é considerado parte de uma população ocidental de leopardos persas.

## Características
Provavelmente o maior tipo de leopardo que existe. Pesa em média 66 kg,mas varia de 40-91 kg,podendo chegar a 95 kg,medindo em média 1,47 (1,31-1,65) com o comprimento total mediode 2,21 (2,0-2,4).

## Dieta
O leopardo-persa caça geralmente mamíferos de pequeno à médio porte, incluindo a cabra selvagem, carneiros, porcos selvagens, veados e gazelas. Eles, às vezes, atacam o gado, especialmente onde a presa natural está escassa. Sua dieta também inclui répteis e aves. Eles também se alimentam de outros predadores, como cães e pequenas raposas.

## Comportamento
É caçador oportunista, sendo capaz de transportar na boca presas maiores e mais pesadas que ele próprio e carregá-las até mais de 15 metros de altura, para os troncos de árvores em que se refugia. O território é marcado com urina e com marcas de garras.

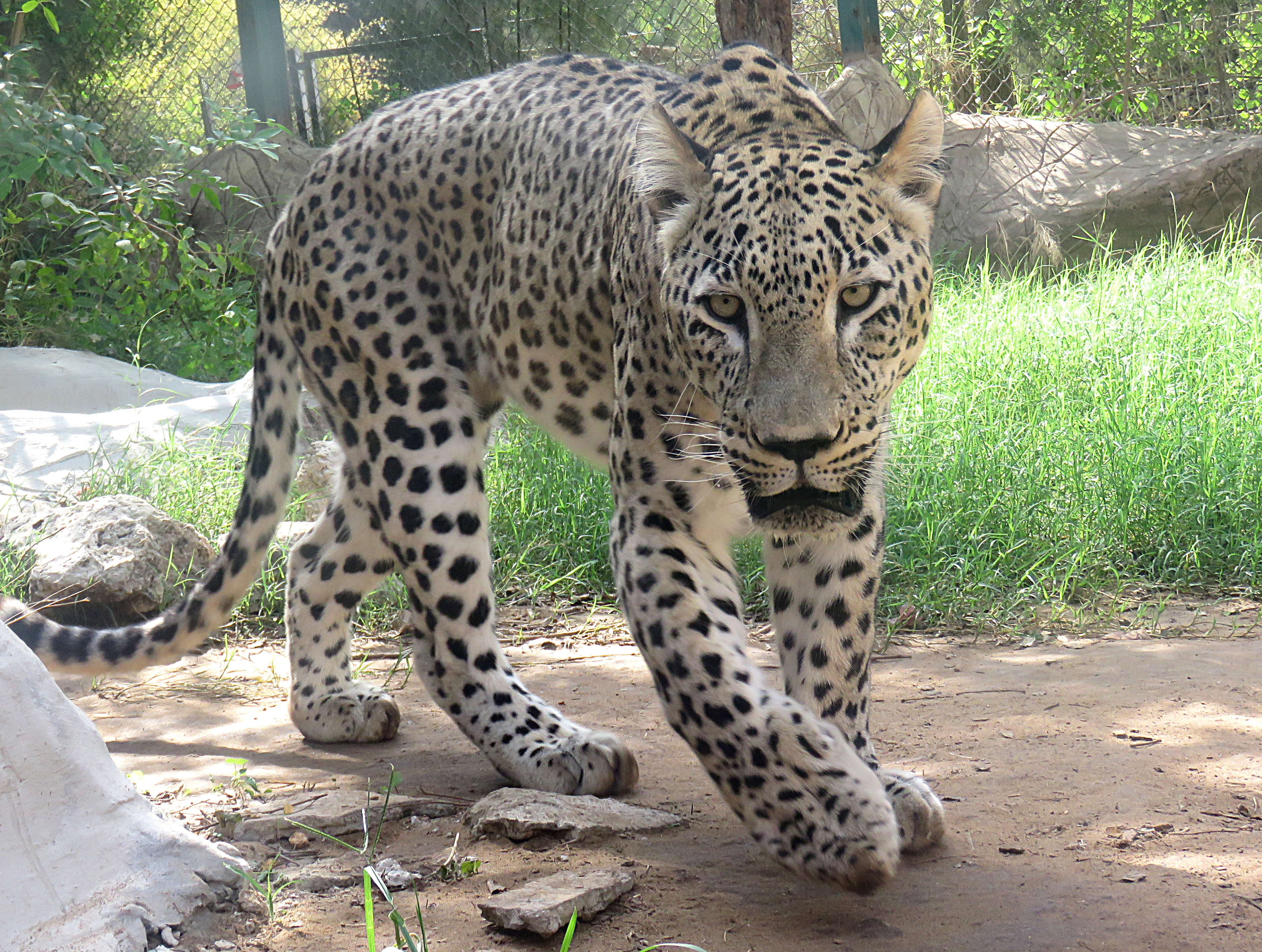
um jovem macho em cativeiro

## Reprodução
O acasalamento pode ocorrer em qualquer época do ano, apesar de acontecer com maior frequência no Inverno. 
As crias são amamentadas até os 3 a 6 meses de idade, mas continuam dependentes da mãe durante o primeiro ano de vida.

## Distribuição e Habitat
No passado o leopardo persa provavelmente já habitou todo o Cáucaso. Durante inquéritos realizados entre 2001 e 2005, nenhum individuo foi registrado na parte ocidental do Grande Cáucaso; provavelmente sobreviveu apenas em alguns locais da parte oriental. A maior população reside no Irã. As mudanças politicas e sociais na antiga União Soviética em 1992 causaram uma grave crise econômica e um enfraquecimento no sistema de proteção de leopardos persas, que anteriormente eram eficazes na sua conservação. As populações originais foram severamente fragmentadas no decorrer dos anos, provavelmente em resposta a diminuição da população de suas principais presas. 
O leopardo persa geralmente evita áreas com cobertura de neve profunda e próximas ao desenvolvimento urbano. Seu habitat principal consiste em prados subalpinos, florestas de folhas secas, montanhas com altitudes de 600 a 3.800 m do Grande cáucaso, encostas rochosas e florestas esparsas do cáucaso menor. Apenas algumas populações pequenas e isoladas permanecem em toda a eco região. O habitat adequados em cada pais de alcance é limitado e mais frequentemente situado em áreas de fronteiras remotas. As populações locais dependem da imigração de leopardos vindos do sul, principalmente do irã

## Conservação
Ameaças: Perda do habitat devido à grande fragmentação, diminuição de recursos alimentares, caça predatória e o comércio ilegal de pele e ossos. Estimativas do total da população mostram que existem menos de 1.300 animais desta subespécie na Natureza.
Em outubro de 2012 o Jardim Zoológico de Lisboa enviou um casal de Leopardos-da-pérsia para a Rússia, onde integrou um programa de reintrodução no habitat natural. Numa primeira fase, este casal esteve integrado no centro de reprodução da Reserva Natural do Cáucaso na Rússia. Em 2013 nasceram duas crias do casal Andrea e Zadig. Estas crias foram reintroduzidas no habitat natural em 2015.
No dia 15 de Julho de 2016 foi dado um enorme passo na conservação dos Leopardos-da-pérsia, com a reintrodução de três crias nascidas no Centro de Reprodução e Reintrodução de Leopardos no Parque Nacional de Sochi, na Rússia.  Essas três crias, Victoria, Akhun e Killi, serão os fundadores da nova população de Leopardos-da-pérsia.
Esta é a primeira tentativa de reintrodução desta espécie e tem como objectivo reverter a extinção, trazendo um animal já extinto novamente ao seu habitat natural.